# Nektanebos II

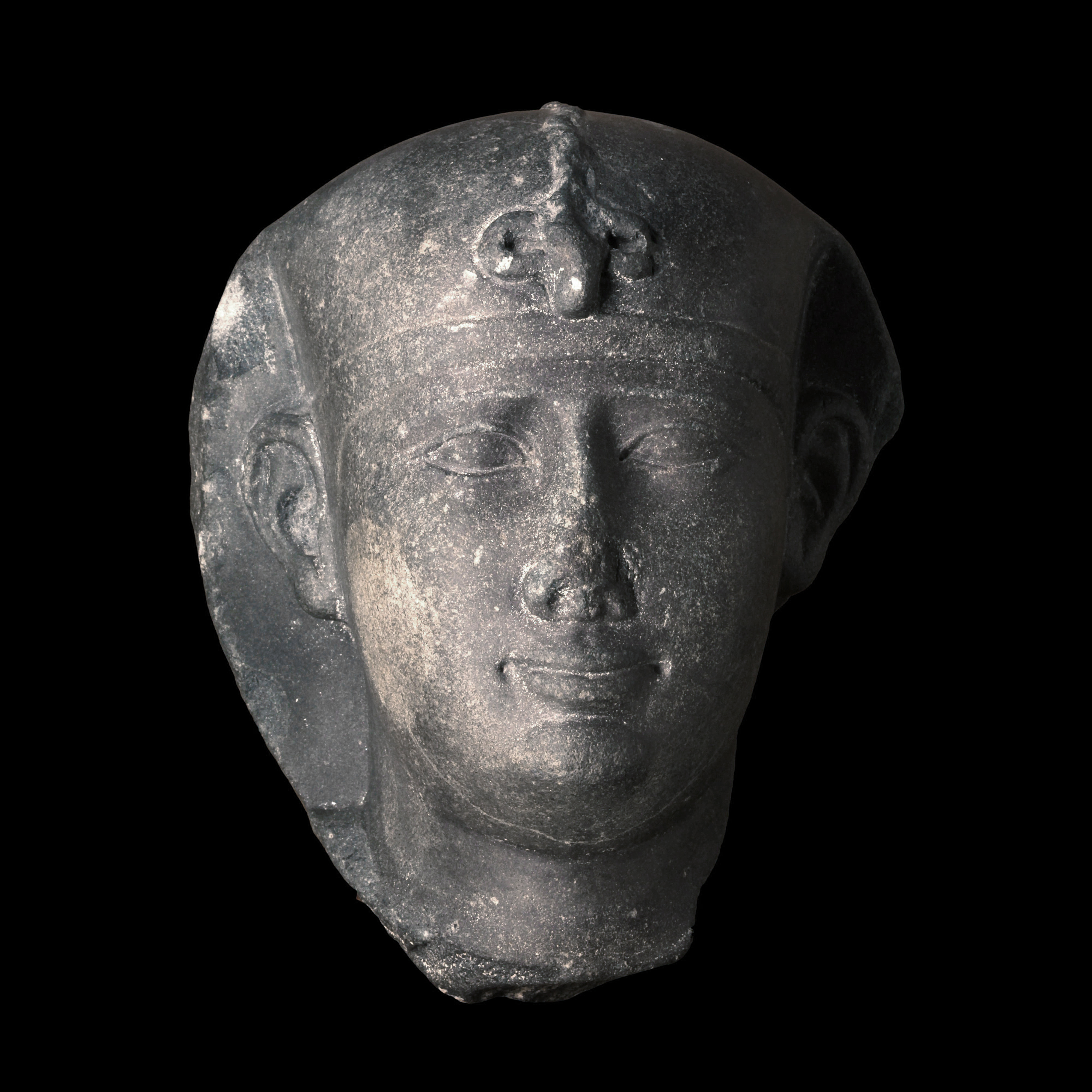
Huvud föreställande Nektanebos II från ett museum i Lyon

Nektanebos II var en egyptisk farao i trettionde dynastin som regerade mellan 360 f.Kr. och 343 f.Kr. Han var son till Nektanebos I.
Nektanebos II stödde sitt herravälde på grekiska kondottiärer med vars stöd han lyckades avvärja angrepp ett persiskt angrepp på Egypten 357-356 f.Kr. Han besegrades dock när den persiske generalen Bogas återerövrade landet 343 f.Kr. och flydde söderut till Nubien, där hans vidare öden förblivit okända.
Efter sitt maktövertagande 1956 gjorde Egyptens president Nasser anspråk på att vara den förste inhemske egyptiske härskaren sedan Nektanebos II.